# Delfo Bellini
Delfo Bellini (né le 13 janvier 1900 à Rivarolo et mort le 11 septembre 1953 à Pavie) est un footballeur international italien. Il participe aux Jeux olympiques d'été de 1928, remportant la médaille de bronze avec l'Italie.

## Biographie

### En club
Delfo Bellini joue principalement en faveur du Genoa CFC et de l'Inter Milan.
Il remporte deux titres de champion d'Italie avec le Geona.

### En équipe nationale
Delfo Bellini reçoit huit sélections en équipe d'Italie entre 1924 et 1928, sans inscrire de but.
Il joue son premier match en équipe nationale le 23 novembre 1924, en amical contre l'Allemagne (victoire 0-1 à Duisbourg).
Il participe aux Jeux olympiques d'été de 1928 organisés aux Pays-Bas. Lors du tournoi olympique, il joue un match contre l'Égypte. Les Italiens s'imposent sur le large score de 11-3 à Amsterdam.

## Palmarès

### équipe d'Italie
- Jeux olympiques de 1928 :
  -  Médaille de bronze.

### Genoa CFC
- Championnat d'Italie :
  - Champion : 1923 et 1924